# Diga del Panperduto
La diga del Panperduto, o meglio le "Dighe del Panperduto"  è uno degli snodi idraulici più importanti della Lombardia: da qui parte delle acque del fiume Ticino viene deviata per formare il canale Villoresi, utilizzato per l'irrigazione, e il canale Industriale. Si trova in località Maddalena, all'interno del territorio comunale di Somma Lombardo, in provincia di Varese, ed è compreso nel territorio del Parco naturale lombardo della Valle del Ticino.
Le "Dighe del Panperduto" sono anche un luogo di particolare interesse turistico sia dal punto di vista paesaggistico che culturale perché, a differenza di una normale diga, costituiscono un insieme di opere idrauliche che non ha equivalenti in Italia e in Europa per la loro complessità e per lo stile con cui sono state costruite.

## Storia
Risale alla seconda metà del XIX secolo l'esigenza di portare acqua alle terre dell'area a nord di Milano per renderle più fertili. Furono sviluppati diversi progetti e tra questi prevalse quello degli ingegneri Eugenio Villoresi e Luigi Meraviglia che proponevano la doppia derivazione dai laghi di Lugano e Maggiore.
Il 30 gennaio 1868 fu emanato dal Ministro delle finanze un primo decreto di concessione per la realizzazione dei due progetti: si trattava di due canali irrigui e allo stesso tempo navigabili che dal lago Maggiore e dal lago di Lugano sarebbero arrivati a Parabiago e da qui fino a Cassano d'Adda.
Per la realizzazione dell'opera si ricorse a finanziamenti privati, ma l'opera incontrò ostilità da parte di alcuni proprietari terrieri che non intendevano investire denaro per lo sviluppo delle attività rurali. L'obiettivo finale fu perseguito anche con finanziamenti pubblici e con l'intervento della Società per le Condotte d'Acqua. Solo cinque anni dopo la morte del Villoresi, il 28 aprile 1884, fu inaugurato tutto il nodo idraulico con la prima immissione delle acque nel Canale Villoresi.
La concessione era stata nel frattempo ceduta dagli eredi alla Società Italiana per le Condotte d'acqua, costituitasi a Roma nel 1880 con lo scopo di fornire acqua per usi civici, agricoli e industriali. Luigi Villoresi, figlio di Eugenio ebbe un ruolo chiave nella fase di costruzione e nella successiva gestione sia delle Dighe del Panperduto che del Canale Villoresi.
L'opera complessiva fu completata dopo alcuni anni con l'apertura, nel 1886, del primo tronco del canale Villoresi che arrivava fino al torrente Bozzente, a Lainate. Il tratto successivo fu ultimato nel 1891, fino a Cassano d'Adda. Fu invece abbandonato il progetto del canale che dal lago di Lugano doveva arrivare a Parabiago.
Nel 1881 gli utenti del canale si riunirono in un primo consorzio che dopo alcune trasformazioni divenne il Consorzio di bonifica Est Ticino Villoresi, attuale gestore delle dighe del Panperduto. La rete secondaria (22 derivatori) e terziaria (270 diramatori)  fu poi completata da autonomi "comizi" che organizzarono gli stessi agricoltori.
Il nome della località potrebbe essere derivato dall'espressione <Em perdù'l pan da la giurnada!> usata localmente dai barcaioli, per indicare i carichi persi durante l'attraversamento delle rapide che si formavano prima della costruzione del bacino. Oppure potrebbe significare il tempo perso per la costruzione di un canale di collegamento (mai concluso) tra il lago maggiore e Milano.

## Museo delle Acque Italo-Svizzere
Il Museo delle Acque Italo-Svizzere è un bene artistico culturale che si trova in località Dighe del Panperduto nel comune di Somma Lombardo. È stato aperto al pubblico nel marzo del 2016. Il Museo delle Acque Italo-Svizzere è posto al centro dell'isola di Confurto che delimita il lato Ovest del Bacino di calma delle Dighe del Panperduto. 
Il museo è nato in seguito al recupero di un edificio un tempo destinato alle attrezzature per la manutenzione delle dighe ed è stato creato con l'obiettivo di illustrare l'origine, la storia e la complessità strutturale e funzionale del bacino idraulico del Ticino. 
All'interno del museo viene presentata l'acqua come elemento primario per l’agricoltura, l’alimentazione, il paesaggio e per la produzione di energia elettrica. 
L'edificio è il punto centrale di un percorso di oltre 2 km che è stato pensato come un ecomuseo, uno spazio immerso completamente nel verde, in cui si possono ammirare tutte le opere idrauliche connesse alle Dighe del Panperduto (Opera di presa e regolazione, Traversa sul Ticino, Conche di navigazione, Pontili di attracco, Incili del Villoresi e del Canale industriale, Caselli idraulici di controllo).
L’attivazione anche di un percorso navigabile favorisce la comprensione del funzionamento di un nodo idraulico particolarmente complesso e consente di apprezzare la peculiarità e bellezza del paesaggio circostante.
Illuminato da una grande vetrata, è in grado di ospitare mostre di fotografie storiche del canale, delle opere idrauliche, sull’uso dell’acqua del Ticino dalla Svizzera al Po ed esposizioni temporanee sulle risorse naturali e culturali del territorio. 
Sul pavimento del museo è raffigurata una mappa in scala 1:1500 del territorio che va da Sesto Calende, dove dal lago Maggiore esce il Ticino, a Vizzola Ticino, all'altezza dell'Aeroporto di Milano Malpensa, a sud della diga.